# O-14 (Spanje)
De O-14 of Acceso Norte a Oviedo is een Spaanse autovia in Asturië. De snelweg is 3,7 kilometer lang en vormt de noordelijke toegang tot Oviedo vanaf de A-66.